# Martti Salmi
Martti Jaakko Salmi, född 24 september 1908 i Lillkyro, död 9 december 1997, var en finländsk geolog.
Salmi, som var son till handlanden, häradsdomaren Jaakko Vilhelm Salmi och Maria Serafina Härö, blev student 1931, filosofie kandidat och magister 1936 samt filosofie licentiat och doktor 1942. Han var forskningsassistent vid Helsingfors universitet 1939–1940, assistent vid geografiska inrättningen 1939, e.o. geolog vid Geologiska forskningsanstalten 1941–1948 och statsgeolog från 1949. Han var docent i torvgeologi vid Helsingfors universitet 1951–1960 samt i geologi och paleontologi 1961–1972 och därefter professor i markgeologi vid Åbo universitet[källa behövs]. 
Salmi var sekreterare och skattmästare i Geologiska sällskapet i Finland 1942–1943, viceordförande 1944, 1955, ordförande 1945, 1956, sekreterare i Suoseura 1949–1950, viceordförande 1951, 1955 samt ordförande 1952–1953 och 1956–1957. Han författade Die postglazialen Eruptionsschichten Patagoniens und Feuerlands (akademisk avhandling) 1941 samt publikationer rörande kvartär- och torvgeologi och vulkanologi. Han var arbetande medlem i Geografiska sällskapet i Finland.